# Brithenig
Il brithenig è una lingua artificiale creata nel 1996 dal neozelandese Andrew Smith, in seguito introdotta dallo stesso nella storia alternativa di Ill Bethisad, per poterla rendere maggiormente plausibile.
Estratto: Il Padre Nostro:
Nustr Padr, ke sia i llo gel,
sia senghid tew nôn,
gwein tew rheon,
sia ffaeth tew wolont,
syrs lla der sig i llo gel.
Dun nustr pan diwrnal a nu h-eidd;
e pharddun llo nustr phechad a nu,
si nu pharddunan llo nustr phechadur.
E ngheidd rhen di nu in ill temp di drial,
mai llifr nu di'll mal.
Per ill rheon, ill cofaeth e lla leir es ill tew,
per segl e segl.
Amen.
Il brithenig non fu inventato per essere utilizzato nel mondo reale, come l'esperanto, né per aggiungere nuovi particolari ad un'opera di fantasia, come il klingon per i film e le serie tv di Star Trek.
Piuttosto, il brithenig fu progettato per illustrare come il latino volgare si sarebbe potuto evolvere se avesse soppiantato il celtico in Gran Bretagna.
Il risultato è una lingua imparentata al francese, allo spagnolo e all'italiano, pur essendo un prodotto artificiale, che differisce da loro per aver avuto cambiamenti di suono simili a quelli che interessarono il gallese, e parole prese in prestito dall'antico celtico e dall'inglese durante la sua pseudo-storia.
All'interno della comunità delle lingue artificiali il brithenig è molto rispettato, essendo uno degli esempi meglio conosciuti di lingua alternativa. È stato, per quanto sappiamo, la prima lingua artificiale con la quale si è ricavata una lingua storico-naturale per mezzo di un'evoluzione alternativa, e per questo motivo può essere considerato il capostipite del genere.
Simili sforzi per ricavare lingue romanze sono:
- il breathanach (influenzato dall'irlandese ; Bein-fheinéath all fhoil de Bhreathanach! = lit. Benvenuto alla foglia di breathanach!)
- il judajca (influenzato dall'ebraico)
- il venedico (influenzato dal polacco)